# Григоровка (Великоандрусовская сельская община)
Григо́ровка (укр. Григорівка) — село в Великоандрусовской сельской общине Александрийского района Кировоградской области Украины.
До 2020 года входило в Светловодский район
Население по переписи 2001 года составляло 965 человек. Телефонный код — 5236. Код КОАТУУ — 3525281801.